# Herbstgeschichte
Herbstgeschichte ist ein französischer Spielfilm von Éric Rohmer aus dem Jahre 1998 und zugleich der Abschluss von Rohmers Tetralogie Contes des quatre saisons (dt. Erzählungen der vier Jahreszeiten). Die vorherigen drei Teile heißen Frühlingserzählung, Wintermärchen und Sommer.

## Handlung
Magali, eine Winzerin im Ardèche-Gebiet, diskutiert mit ihrer Freundin Isabelle, einer verheirateten Buchhändlerin, oft über die Vor- und Nachteile des Landlebens. Magali ist Witwe und hat einen Sohn und eine Tochter. Da sie auf dem Land lebt, gibt es kaum Gelegenheiten für sie, einen neuen Mann kennenzulernen.
Rosine, die Freundin von Magalis Sohn Léo, ist zwischen zwei Männern hin- und hergerissen: Étienne, ihrem ehemaligen Philosophielehrer aus dem Gymnasium, und Léo. Sie möchte – aber vielleicht glaubt sie selbst nicht so ganz an diese Idee –, dass Étienne Magali heiratet und mit ihr nur noch eine platonische Beziehung führt.
Isabelle hingegen möchte Magali dazu überreden, eine Kontaktanzeige zu schalten. Da sie Kontaktanzeigen absolut ablehnt, gibt Isabelle an ihrer Stelle die Anzeige auf. Sie trifft sich mit Gérald, der auf die Anzeige geantwortet hat. Bei ihrem dritten Treffen macht Isabelle ihn darauf aufmerksam, dass sie ihn angelogen hat und einen Partner für Magali sucht, von der sie Gérald Fotos zeigt.
Die Dinge klären sich auf der Hochzeitsparty von Isabelles Tochter, zu der Rosine Étienne mitbringt und zu der Isabelle Gérald eingeladen hat. Gérald kommt mit Magali ins Gespräch, Étienne dagegen wirkt eher deplatziert, und so endet sein Abend, wie er begonnen hat – im Auto mit Rosine. Da Léo Magalis Wagen ausgeborgt hat, schlägt Isabelle rasch vor, dass Gérald Magali doch nach Hause fahren könne. Während der Fahrt kommt Magali auf den Gedanken, dass Isabelle dieses Treffen eingefädelt haben könnte, und so bittet sie Gérald, sie nur bis zum nächsten Bahnhof zu fahren. Von dort aber nimmt sie ein Taxi zurück zu Isabelles Party und stellt ihre Freundin zur Rede. Isabelle gesteht Magali die Sache mit der Anzeige und sagt ihr, dass sie einen sehr guten Eindruck von Gérald habe. Inzwischen ist auch er, Gérald, zur Party zurückgekehrt. Beide erkennen ihr Glück. Aber, vertraut Magali ihrer Freundin an, am Abend dieses Tages fühle sie sich nicht mehr in der Stimmung, einen Mann zu verführen. Sie lädt Gérald zur Reboule ein, dem Fest nach der Weinernte.

## Hintergrund
Herbstgeschichte ist der vierte und abschließende Teil von Rohmers Filmzyklus Erzählungen der vier Jahreszeiten (Contes des quatre saisons), dem die Filme Frühlingserzählung (Conte de printemps, 1990), Wintermärchen (Conte d’hiver, 1992) und Sommer (Conte d'été, 1996) vorangegangen waren. Eine besondere Verwandtschaft sah Rohmer insbesondere zwischen dem ersten und dem vierten Film, die beide um Machenschaften und Intrigen kreisen. In Herbstgeschichte ist dies einerseits die erfolgreiche Intrige, mit der Isabelle ihre Freundin Magali und Gérald verkuppelt, andererseits die fehlgeschlagene Intrige von Rosine, die gleiches mit Magali und ihrem Philosophielehrer Étienne versucht. Antoine de Baecque und Noël Herpe sehen den Film als Parabel auf Rohmers Art, Filme zu machen: Wie die Intrige von Isabelle im Unterschied zu jener von Rosalie ist auch ein Film nur dann erfolgreich, wenn sich der Regisseur weitgehend zurücknimmt, seine eigenen Wünsche hintanstellt und bereit ist, die Kontrolle über seine Figuren aufzugeben und zuzulassen, dass sich die Realität (zumindest eine scheinbare) vor seine Absichten schiebt.
Im Unterschied zu Frühlingserzählung ist Herbstgeschichte die deutlich leichtere Komödie, deren vorübergehende Missverständnisse und Trennungen am Schluss in einem Happy End aufgelöst werden. Sie erinnert an das klassische Genre der Comédie d’intrigue. Erste Entwürfe des Szenarios reichen zurück ins Jahr 1992. Ursprünglich war Isabelles Charakter ambivalenter gezeichnet, zwiegespalten zwischen einer fröhlichen äußeren Erscheinung und inneren Ängsten. Rohmer wollte auch eine vergangene Beziehung Magalis einbauen, verwarf den Gedanken jedoch wegen der Nähe zur Ausgangssituation von Wintermärchen. Am Ende strich er alle überflüssigen Komplikationen zusammen und behielt nur einen möglichst einfachen und neutralen Handlungsrahmen.
Den Handlungsort fand Rohmer im Rhonetal zwischen Bourg-Saint-Andéol und Saint-Paul-Trois-Châteaux, das er aus Anlass eines lokalen Filmfestivals erkundete. Die Hochzeitsfeier drehte er im Haus der Organisatoren des Festivals. Details der Handlung entnahm er Befragungen der Anwohner, so unter anderem einer lokalen Winzerin. Die beiden weiblichen Hauptrollen besetzte Rohmer mit seinen langjährigen Wegbegleiterinnen Marie Rivière und Béatrice Romand. Dabei verkehrte er die Rollen gegenüber Das grüne Leuchten (Le Rayon vert, 1986), indem dieses Mal Rivière die Intrige initiiert und Romand deren Ziel ist. Gleichzeitig invertiert Romand auch ihre Rolle der heiratswilligen Sabine aus Die schöne Hochzeit (Le beau mariage, 1982).
Rohmers besondere Form der Schauspielerführung beschrieb eine Statistin der Hochzeitsszene: „Er sagte uns: ‚Geht alle darüber‘, vage, ohne zu erklären, was wir tun sollten. Er lief hin und her, blickte von Zeit zu Zeit zur Sonne auf, schien zu träumen.“ Erst im Nachhinein stellten sie fest, dass die Kamera ohne Ankündigung angelaufen war. Rohmer hatte die Schauspieler die ganze Zeit beobachtet und sie in ihrem natürlichen Verhalten eingefangen. Auch Alexia Portal, die Darstellerin der Rosine, die bereits in einigen klassischen Rollen Erfahrung gesammelt hatte, beschwerte sich über Rohmers mangelnde Kommunikation, doch er wollte in der Schauspielerin gerade jene Verwirrung und Frustration erzeugen, die er mit der Rolle der zwischen zwei Männern unentschiedenen jungen Frau identifizierte. So verwendete er im fertigen Film auch einen Take, in dem sie ins Stottern geraten war, und eine Aufnahme, in der sie den heruntergerutschten Träger ihres BHs richtete. Rohmer kommentierte: „Das ist einer von diesen Unfällen, die einer Szene Charme verleihen und die ich sorgsam zu bewahren versuche, wenn sie nicht den Erzählstrang zerschneiden.“
Auch die Schlussszene des Films, in der Isabelle, nachdem sie Magali und Gérald erfolgreich zusammengebracht hat, melancholisch in die Ferne blickt, beruhte auf einem dieser Zufälle. Rohmer ließ seiner Editorin Mary Stephen freie Hand und wurde schließlich von einer Aufnahme überrascht, die ohne das Wissen der Schauspielerin aufgenommen worden war. Später rechnete Rohmer diese Szene, zusammen mit einer weiteren, in der Rivière bei einer banalen Familiendiskussion nachdenklich vor sich hinblickt, zu den schönsten des ganzen Films. Stephen kommentierte: „Die Arbeit eines Editors […] besteht manchmal darin, die Absichten eines Regisseurs hervorzubringen, auch ohne dass er ausdrücklich danach verlangt hat, aus Bescheidenheit oder Selbstzensur. Das ist kein Umschreiben, weil es eher an die Restauration eines Bildes erinnert: Man bringt die verborgenen Pinselstriche wieder zum Vorschein.“

## Rezeption
Herbstgeschichte war in Frankreich der kommerziell erfolgreichste Film des Zyklus. Wie schon bei Rohmers vorherigen Zyklen Moralische Erzählungen (Six Contes Moraux, 1962–1972) und Komödien und Sprichwörter (Comédies et proverbes, 1981–1987) wuchs auch die Zuschauerschaft der Erzählungen der vier Jahreszeiten über die Jahre hinweg an. Mit knapp 370.000 Kinobesuchern in ganz Frankreich (davon über 130.000 in Paris) wurde der Film allgemein als kleiner Triumph des fast 80-jährigen Regisseurs gewertet. Der Film hatte ein – für Rohmer relativ hohes, im Vergleich zu anderen zeitgenössischen Spielfilmproduktionen aber unterdurchschnittliches – Budget von rund 17 Millionen Francs.
Das Lexikon des internationalen Films bezeichnet den Film als „beschwingt erzählt“, obwohl er bei aller Gelöstheit das „existenzielle Thema der Glückssuche“ nie auf die leichte Schulter nehme. Er sei „sorgfältig inszeniert“; mit einer „dezenten Kamera und dem Schwerpunkt auf den pointierten Dialogen“ biete er subtile Unterhaltung, die zum „Nach- und Überdenken“ einlade.
Die Filmzeitschrift Schnitt schreibt, Rohmer führe „unbeschwert und scheinbar an der Hand“ durch die Geschichte und begleite seine Figuren zu ihren kleinen Alltäglichkeiten. Allerdings sei dem tunlichst abgeraten von Éric Rohmer, wer sich bei französischen Filmen langweile. Wer es jedoch „ruhig und romantisch“ möge und wen „all die guten Menschen“ nicht störten, der werde Herbstgeschichte mögen.
Cinema meint, die Gespräche zwischen Magali und ihren Freundinnen seien „langweiliger als der Small talk zwischen Nachbarn im Treppenhaus“. Das Fazit lautet: „Ein plauderhafter Kinoabend.“
Roger Ebert gibt dem Film vier von vier Punkten und schreibt: „Obwohl ich romantische Hollywood-Komödien wie Notting Hill mag, ist es so, als ob sie dort Galoschen trügen im Vergleich zum schlauen Witz eines Films wie Herbstgeschichte.“

## Auszeichnungen
- Internationale Filmfestspiele von Venedig 1998: Osella für Éric Rohmer als bester Drehbuchautor, Nominierung für einen Goldenen Löwen

- National Society of Film Critics Awards 2000: NSFC Award für Éric Rohmer (Bester fremdsprachiger Film)